# Justo José de Urquiza

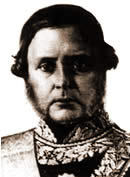
Justo José de Urquiza

Justo José de Urquiza y García (Talar de Arroyo Largo, Entre Ríos, 18 oktober 1801 - Palacio San José, Entre Ríos, 11 april 1870) was een Argentijnse generaal en politicus. Hij was president van de Argentijnse Confederatie van 1854 tot 1860. 
Als caudillo van Entre Ríos, hielp Urquiza Juan Manuel de Rosas bij het in stand houden van zijn machtspositie. In 1851 was hij de dominante positie van Buenos Aires zat en kwam hij in opstand tegen de Rosas. Gesteund door andere liberalen uit Brazilië en Uruguay, dwong hij Manuel Oribe zich over te geven, waarmee de jarenlange bezetting van Montevideo in oktober 1851 ten einde kwam. Dit betekende het definitieve einde van de Rosas op 3 februari 1852 bij de Slag bij Caseros.
Urquiza begon direct Argentinië te reorganiseren. Hij werd voorzitter van de Argentijnse Confederatie in mei 1852. In 1853, nam een constitutioneel asemblee een grondwet aan, gebaseerd op de ideeën van Juan Bautista Alberdi. In maart 1854 werd Urquiza officieel president van de Confederatie. 
Tijdens zijn ambtstermijn werden de relaties met andere landen in de regio verbeterd, het onderwijs ging vooruit, kolonisatie werd gestimuleerd, en er kwamen plannen voor de aanleg van een spoorwegnetwerk. Hij werd echter sterk tegengewerkt door de centralistische oppositie in Buenos Aires, die uit de Confederatie stapten. In 1859 brak er een oorlog uit. Urquiza versloeg het provinciale leger onder leiding van Bartolomé Mitre in oktober 1859, en Buenos Aires trad toch weer toe tot de Confederatie. 
De onenigheid bleef bestaan en in 1861 moest Urquiza het opnieuw in een oorlog opnemen tegen Mitre. De oorlog bleef onbeslist, maar Urquiza trok zich terug uit de strijd, waardoor de overwinning toch voor Mitre was. Urquiza trok zich terug in Palacio San José, zijn residentie in Entre Ríos, waarvandaan hij bleef regering tot hij op 69-jarige leeftijd werd vermoord (samen met zijn zoons Justo en Waldino) door volgelingen van Ricardo López Jordán, een van zijn rivalen.
Hij werd opgevolgd door Santiago Derqui.
- Bibsys: 11034125
- Bibliothèque nationale de France: cb124211184 (data)
- Gemeinsame Normdatei: 123605520
- International Standard Name Identifier: 0000 0000 2226 1755
- Library of Congress Control Number: n81093131
- Nationale Bibliotheek van Israël: 987007278455005171
- Nederlandse Thesaurus van Auteursnamen: 073564990
- SNAC: w6n32v2r
- Système universitaire de documentation: 120680750
- Virtual International Authority File: 9937566
- WorldCat: E39PBJkXtJRp4yVDx8XmcccXVC